# The Footscray Advertiser
The Footscray Advertiser foi um jornal semanal publicado de 1874 a 1982 em Footscray, Melbourne, Austrália.
O Advertiser foi operado por muitos proprietários diferentes nos seus primeiros dias mas, de 1897 até à década de 1960, estava nas mãos da família Jamieson. Em 1966, o Advertiser era propriedade da Cumberland Newspapers e era conhecido como Western Suburbs Advertiser de 1966 até 1982, quando cessou a publicação.